# Allison Beveridge
Allison Beveridge (ur. 1 czerwca 1993 w Calgary) – kanadyjska kolarka torowa i szosowa, brązowa medalistka olimpijska i wielokrotna medalistka torowych mistrzostw świata.

## Kariera
Pierwszy sukces Allison Beveridge osiągnęła w 2011 roku, kiedy zdobyła cztery medale podczas mistrzostw panamerykańskich: srebrne w wyścigu indywidualnym na dochodzenie, omnium i scratchu oraz brązowy w sprincie drużynowym. Na rozgrywanych trzy lata później torowych mistrzostwach świata w Cali wspólnie z Jasmin Glaesser, Laurą Brown i Stephanie Roordą zdobyła srebrny medal w wyścigu drużynowym na dochodzenie. W 2016 roku wraz z koleżankami z reprezentacji wywalczyła brązowy medal w drużynowym wyścigu na dochodzenie podczas igrzysk olimpijskich w Rio de Janeiro.